# Brøndkarse
Omtale af krydderurten Brøndkarse
Brøndkarse (Nasturtium) er en lille slægt, som er udbredt over hele verden. her nævnes begge de to arter.
| Arter |

- Tykskulpet brøndkarse (Nasturtium officinale)
- Tyndskulpet brøndkarse (Nasturtium microphyllum)

SynonymRorippa